# コンテンツ
コンテンツ （英語: contents（複数形））とは、「中身」のことである。
コンテンツはあらゆる情報について用いられるため、非常にあいまいな言葉である。コンテンツの表現形態、流通形態、受信形態によって違ってくる。例えば、番組コンテンツは、放送という行為によって番組としてパッケージされているコンテンツ、ということである。文字か音楽かは関係ない。映画コンテンツは上映という行為（スクリーンに映し出すこと）を前提とするコンテンツである。つまり、上映後にDVDなどでリリースされる映画は「映画コンテンツの二次利用」ということになる。最初からDVDでリリースされている動画は通常、映画とは呼ばない。しかし、映画の手法で撮影された、テレビ放映のみの動画は「テレビ映画」と呼ばれるように、映画の一種と解されている。従って厳密な区別は無い、ないし不可能である。

## 英語
英語の関連語彙としては、コンテナ (container) の中身がコンテント (content) であって、語自体には「電子媒体（メディア）の」や「特に、電子的な手段で提供する」という意味は全くない。例えば書籍の「中身の情報」は、小説や評論であって、それがコンテンツである。
デジタルコンテンツ、映像コンテンツ、商業コンテンツ、素人コンテンツ、などといった複合語がある。いわゆる「メディア」の中身の、文字列・音・動画などのことで、それらの内容である著作物を指すことも多い。
英語では通常はcontentと単数形で書く。本項目の英語版の記事名も「Content」である。
英語でcontentsと複数形で書くと、通常は「目次」の意味になる。この場合は、Table of contents（内容の表）の略である。

## 定義

### コンテンツ促進法
2004年（平成16年）に成立・施行されたコンテンツの創造、保護及び活用の促進に関する法律（コンテンツ法）では、「コンテンツ」を以下のように定めている。
なお、コンテンツ法はデジタルコンテンツの保護や普及を前提においており、プログラムに対して「電子計算機に対する指令であって、一の結果を得ることができるように組み合わせたものをいう」という補足がなされている（しかしそのような説明ではコンピュータプログラムを指しているような説明であって、データであるこれらコンテンツのことであれば、ソフトウェアという語をコンピュータプログラム以外を指すような用法で使ったほうが適切ではあったろう）。当然のことながら、コンテンツはデジタルだけでなく、アナログ（誤用）コンテンツ（例えばライブ、演劇などを生で見る、キャラクターグッズなど）も含まれる。

### ソフトウェアとコンテンツ
コンピュータのソフトウェアに関しては、ソフトウェアを「プログラム」と「データ」とに分けたデータに相当する部分をコンテンツと称することがある。たとえば、eラーニングにおいては、教材を提示し、あるいは試験を行ったりするプログラムに対し、教材そのものがコンテンツである。地理情報システムにおいては、地図を提示し地理的な解析を行ったりするプログラムに対し、地図情報や統計情報がコンテンツである。教育の用語の「教具」（黒板やチョークなど）と「教材」（算数で使う「おはじき」など）の違いに似ている。

### 「コンテンツ」概念の拡大適用
大阪市立大学の増田聡教授（ポピュラー文化論）は「かつて文化芸術作品は『経済的次元に還元できない多様な価値軸で評価される』とされてきたが、今では『それで稼げるかどうか』という単一の基準で評価される傾向が強まった」と語る。「さまざまな作品は個々のジャンルに応じて異なる基準で評価されてきたが、それらを経済的な基準に一元化する見方が強まったことで、音楽、映像などをすべて『稼ぐためのコンテンツ』として同列に扱う見方が社会で支配的になってきた」とし、文化に対する人々のものの見方が平板化した点を指摘する。
さらに、増田教授は「過去に雑誌で『女子アナは（テレビ）局にとって最大のコンテンツ』といった表現があったが、デジタルデータ化になじまない対象でも『コンテンツ』と呼ぶことで消費の対象に変えてしまうこともできる。あらゆるものを『コンテンツ』と呼ぶうちに、消費されるべきではない尊厳のようなものまで経済へと従属させてしまいかねない」と話し、「コンテンツ」概念の拡大適用を危惧した。

## 歴史
元々は、コンピュータの分野で、装置自体を「ハードウェア」、プログラムを「ソフトウェア」と呼ぶことから転じて、例えばビデオなどで、ビデオデッキなど機材を指して「ハード」、ビデオグラムなどの「作品」を「ビデオソフト」としていた。
以前からCDの「TOC領域」など、従来からの意味では使われていたが、現在のような意味で「コンテンツ」という言葉が使われ始めたのは、1990年前後のCD-ROM普及に始まり、1990年代前半の情報スーパーハイウェイ構想によって加速したいわゆる「マルチメディアブーム」の末期、「Windows 95ブーム」や「インターネットブーム」の初期の頃である。1990年代後半ば頃から21世紀初頭のいわゆる「ITブーム」の頃から、コンピュータプログラムを指すことが多い「ソフトウェア」と区別するためか、著作物というニュアンスでコンテンツという言葉が広く使われるようになった。
月刊アスキー第18巻第4号（通巻202号、1994年4月号）の記事、特集II「最新CD-ROM事情」(281頁 - 302頁) では、「タイトル」の語がコンテンツに相当する意味でも使われておりコンテンツの語は見られない。社団法人日本コンピューター・グラフィックス協会と財団法人マルチメディアソフト振興協会が統合して「マルチメディアコンテンツ振興協会」になったのが1996年10月1日である（その後2001年に財団法人新映像産業推進センターと統合して財団法人デジタルコンテンツ協会となり、2012年に一般財団法人に移行）。
コンテンツの語が古くから使われたものとしてインターネットサービスプロバイダの分類（接続プロバイダ、プレゼンスプロバイダ、etc）のひとつの「インターネットコンテンツプロバイダ」がある。インターネットマルチフィード株式会社の1997年8月27日のプレスリリース『「インターネットマルチフィード株式会社」の設立について』に、盛大に「コンテンツ」という言葉が使われているのが確認できる。また「やじうまWatch」1997年1月27日に、海外サイトの話題紹介の中で「コンテンツ」という言葉が使われているのが確認できる。
後述する「コンテンツ促進法」は2004年に制定されたが、当時の内閣官房知的財産戦略推進事務局長として法案制定に関わった荒井寿光氏（元特許庁長官）は、法律が出来た背景に、バブル崩壊後、不振が続く重厚長大産業に代わる新たな産業を模索する中で、技術をベースにした特許や文化芸術の著作物といった「知的財産」が浮上した経緯があるという。「芸術文化がコンピューターを通じて誰でも楽しめるようになってきた。日本からいい電気製品、自動車を売るだけじゃなく、コンテンツも世界に普及できるぞ、となった」
並行して、「クールジャパン」（かっこいい日本）運動が台頭。コンテンツ振興を国家戦略として支える機運が醸成されていったという。
また、英語圏のものとしては、米国の通信風紀法（CDA）の1996年の改訂の際のセクション230 (w:Section 230 of the Communications Decency Act) に "content provider" の語がある。

## キラーコンテンツ
アプリケーションソフトウェアについてキラーアプリケーションという語があるが、あるメディアを爆発的に普及させるきっかけとなるコンテンツを特にキラーコンテンツと呼ぶ。キラータイトルとの語もある。

## コンテンツ保護
特にデジタルコンテンツはコピーしても画質・音質が劣化しないので、供給側にメリットがあるが、利用者、購買者側などの第三者がこれを行うと商売が成り立たなくなる。そのため、コピーをできないようにするコンテンツ保護技術が開発されている。
海賊版などの違法行為を防止するため、各種のコンテンツ保護技術（AACS、CSS、CCCDなど）を採用している供給者もある。積極的な供給者もいれば消極的な供給者もいる。
また、コンテンツの再生を特定のソフトウェアないしハードウェアでしか行えないようにして、第三者による複製や再利用を難しくする技術として「デジタル著作権管理技術」がある。

## メディア論とコンテンツ
コンテンツは、マーシャル・マクルーハンが「メディア論」の中で提唱している、メディアの中のメディアに当たるものである。そのため、コンテンツはメディアでもある。また、マクルーハンは「メディアはメッセージである」としているため、コンテンツ＝メディア＝メッセージとなる。